# استیو فرو
استیو فرو (به انگلیسی: Steve Frew) ژیمناست زادهٔ ۶ فوریهٔ ۱۹۷۳ میلادی اهل کشور اسکاتلند است.